# Gregorio Ferrera
Gregorio Ferrera (Circa, Intibucá,1880 - ribera del Río Chamelecón, 27 de junio de 1931) fue un perito mercantil, contador público, militar y político hondureño.
En la segunda década del siglo XX, en Honduras se había acrecentado la época del “Caudillismo” es allí donde aparece la figura de uno de los militares más rebeldes que ha existido en toda la historia de este país centroamericano, hablamos del General Gregorio Ferrera.

## Primera guerra civil de Honduras
Siendo Perito Mercantil Gregorio Ferrera, en el año de 1919 fue su primera intervención militar al iniciarse una Guerra Civil o de ideologías, allí ascendió a oficial con el rango de coronel.
En Honduras, a estas guerras se les denominó: Guerras "Montoneras" o "Intestinas" ya que a veces los participantes eran de una misma facción.
Este era el caso de las fuerzas liberales o del Partido Liberal de Honduras que sometieron el 25 de julio de 1919, los municipios de La Esperanza e Intibuca, dicho ejército estaba siendo comandado por el general José Ramírez quien falleciere en la batalla. Los Comandantes del ejército nacional, eran el Coronel Vicente Tosta Carrasco, Coronel Flavio Delcid y Coronel Gregorio Ferrera; seguidamente este contingente partió hacia la Sultana de Occidente o Santa Rosa de Copán, donde fueron avistados y en un intento por detenerlos, se reforzó la guardia del Ayuntamiento Constitucional que estaba bajo órdenes del comandante de armas Licenciado don Jesús María Rodríguez Orellana, y sus comandantes el General Alfonso Ferrari y el Coronel Vicente Ayala, con 400 soldados y algunos ciudadanos que no deseaban ser sometidos ante los rebeldes. El combate tuvo cabida hasta el 16 de agosto de 1919 y después de varias horas de sitio, se entregó la ciudad la que fue saqueada, los rebeldes se llevaron aproximados 5,000 Pesos como botín de guerra, para su campaña. Seguidamente marcharon al norte de Honduras en camino de San Pedro Sula la que también caería en su poder. El representante diplomático de Estados Unidos de América acreditado en Honduras Míster Sambola Jones, solicitó la renuncia del Presidente Francisco Bertrand Barahona a consecuencia de los sucesos ocurridos y la muerte de más de 800 personas, en las ciudades de: Gracias, Lempira, La Esperanza, Santa Rosa de Copán, Santa Bárbara y San Pedro Sula. El gobierno de la república paso a manos del Liberal Rafael López Gutiérrez quien tomó posesión el 1 de febrero de 1920.

## Segunda guerra civil de Honduras
En 1924 estalló  "La Revolución Reivindicatoria" comenzando con fecha 3 de febrero de 1924, El General Gregorio Ferrera y el General Vicente Tosta entraron triunfales a Marcala y fue nombrado como Comandante de Armas el Doctor Adán Bonilla Contreras, un personaje allegado a los comandantes intibucanos y quien se mantuviere en el puesto hasta mediados del mismo año. La revolución llegó a Tegucigalpa cuando se enfrentaron las fuerzas nacionales de Honduras, contra las rebeldes comandadas por el ascendido general Gregorio Ferrera, el Doctor y general don Tiburcio Carias Andino y el General Vicente Tosta Carrasco, contra el general Rafael López Gutiérrez, que se había proclamado dictador, por el hecho de haber sido reelegido en las elecciones. La ciudad de Tegucigalpa se convirtió en la primera capital de Latinoamérica en ser bombardeada por aviones pilotados por mercenarios contratados, quienes arrojaban a mano las bombas. De nuevo, el embajador Norteamericano acreditado en el país Míster Franklin E. Morales pidió la intervención de militares de los Estados Unidos y ancló el crucero USS Milwakee en el Golfo de Fonseca, en el Departamento de Choluteca, al sur de Honduras, de donde desembarcaron 200 marines. El 11 de marzo de ese año, a las 11:00 a. m. estos marines sitiaron Tegucigalpa, para poner orden. Más tarde en el crucero USS Denver se iniciaron las negociaciones entre los representantes de las fuerzas revolucionarias y del gobierno de Rafael López Gutiérrez, charlas de las cuales se designó Presidente Provisional al General Vicente Tosta Carrasco, quien tomó el gobierno en fecha 30 de abril de 1924.

## Tercera Intervención
El 6 de agosto de 1924, siendo el general Gregorio Ferrera, Ministro de Guerra, se alzó en armas contra el gobierno provisional de Tosta. La Asamblea Nacional había delegado el Poder Ejecutivo en el general Vicente Tosta Carrasco, quien ordenó “Declarar el Estado de Sitio” y sancionó una nueva carta magna Constitución de Honduras de 1924. Mientras, el General Ferrera se atrincheró en el lugar de Lepaterique y acto seguido avanzó, hasta tomar Lamani, La Esperanza, Intibuca, Gracias, Lempira y Santa Rosa de Copán. Los espías del General Tosta, advirtieron sobre la avanzada que planeaba el General Ferrera; por consiguiente, Tosta dejó la capital para combatir personalmente a su ex camarada el general Ferrera, lo encontró y lo derrotó en uno de los combates más sangrientos de la historia de Honduras, en la localidad de Ajuterique, departamento de Comayagua, luego tomando hacia el occidente de Honduras, el general Ferrera se refugió en la república de Guatemala.

## Cuarta Intervención
Seguidamente en 1930 un renovado general Gregorio Ferrera, se alzó en armas contra el gobierno liberal del Doctor Vicente Mejía Colindres. Ya que durante su exilio en Guatemala, fueron muchos los que le apoyaban. El General Ferrera entró tomando la occidental ciudad de Santa Rosa de Copán, que es un punto estratégico debido a la cercanía de las fronteras con la República de Guatemala y de El Salvador.

## Tercera Guerra Civil de Honduras
El 30 de abril de 1931, Gregorio Ferrera comandando al General Justo Umaña, General Domingo Torres y General Carlos Sanabria emprendió otra rebelión contra el gobierno del presidente liberal Doctor Vicente Mejía Colindres, el General Ferrera atacó ferozmente la ciudad de Santa Rosa de Copán y en su defensa la milicia local que se estacionaba en el edificio del Ayuntamiento Constitucional cayó en una dura y cruenta batalla, falleciendo el gobernador Político de Copán, el Contable César López Urquía y junto a él, el Contable Ernesto Fiallos Villafranca y el Comandante de la plaza coronel Diego García. Seguidamente Ferrera avanzó al norte-este atacando los campos bananeros de la costa norte del país, tomando los cuarteles militares de Tela y Trujillo; en junio del mismo año el general Ferrera falleció a consecuencia de recibir un disparo certero en una emboscada del ejército gubernamental ocurrida cercana al Río Chamelecón.
En 1932 salió del país el Doctor Vicente Mejía Colindres, En las elecciones llevadas a cabo resultó ganador el candidato del Partido Nacional de Honduras el Doctor y general Tiburcio Carias Andino, gobierno que fue declarado como una "dictadura republicana", con el beneplácito de los Estados Unidos de América.

## Vida personal
Gregorio Ferrera Gonzáles fue hijo del matrimonio compuesto por el señor Tiburcio Ferrera y la señora Gregoria Gonzáles, de allí su nombre de pila. Estuvo casado con Luisa Padilla, con quien procreó a Alicia Amanda, Carlos, Lidia Dolores, Arnoldo de Jesús y José Gregorio de apellidos Ferrera Padilla. Su nieta, por parte de su hijo Carlos, es actriz America Ferrera.